# Винеторій-Марі
Винеторій-Марі (рум. Vânătorii Mari) — село у повіті Джурджу в Румунії. Входить до складу комуни Винеторій-Міч.
Село розташоване на відстані 44 км на захід від Бухареста, 73 км на північний захід від Джурджу, 138 км на схід від Крайови, 129 км на південь від Брашова.

## Населення
За даними перепису населення 2002 року у селі проживала 1301 особа, усі — румуни. Усі жителі села рідною мовою назвали румунську.